# Aphanomyces astaci
Espèce
Aphanomyces astaci est une espèce pathogène de la classe des Oomycota. C'est l'agent responsable de la peste de l'écrevisse pour le genre Astacus. Le vecteur serait l'écrevisse américaine Orconectes limosus.
Ce pathogène, auquel les écrevisses américaines résistent bien mieux que les écrevisses européennes, serait responsable du supplantement de ces dernières en Europe face à leurs concurrentes d'outre-Atlantique.